# Tomoyuki Matsushita
Tomoyuki Matsushita (松下知之, Matsushita Tomoyuki, Utsunomiya, 1 de agosto de 2005) é um nadador japonês.

## Carreira
Matsushita nasceu em 1 de agosto de 2005.Ele cresceu em Utsunomiya, onde estudou na Escola Primária Yokokawa Nishi e na Escola Secundária Yonan; mais tarde, ele estudou na Escola Secundária Utsunomiya Minami da Prefeitura de Tochigi em Tochigi. Ele nadou para um clube em Utsunomiya e mais tarde se matriculou na Universidade Toyo, onde recebeu treinamento com o técnico Norimasa Hirai, que também treinou o medalhista de ouro olímpico Kosuke Hagino, um dos nadadores favoritos de Matsushita.
Matsushita, cuja primeira experiência na natação ocorreu aos um ano de idade, venceu sua primeira competição de natação no ensino médio. Em 2022, ele competiu no Campeonato Pan-Pacífico Júnior de Natação e ganhou quatro medalhas, incluindo medalhas individuais nos 200m medley individual (prata) e 100m borboleta (bronze). Mais tarde naquele ano, ele competiu no Campeonato Mundial Júnior de Natação da FINA de 2022 e ganhou a prata nos 200m medley individual. No ano seguinte, ele foi selecionado para o Campeonato Mundial de Natação Júnior de Esportes Aquáticos de 2023, onde ganhou a medalha de ouro nos 400m medley individual, estabelecendo o recorde do campeonato no evento com um tempo de 4:10.97.
Em março de 2024, Matsushita se tornou o primeiro nadador japonês a se classificar para as Olimpíadas de Verão de 2024, ganhando o ouro nas eliminatórias olímpicas japonesas nos 400m medley individual, ao derrotar os medalhistas olímpicos anteriores Tomoru Honda e Daiya Seto. Nas Olimpíadas, Matsushita foi o participante mais jovem do evento, mas chegou à final, onde ganhou a medalha de prata, atrás apenas do medalhista de ouro Léon Marchand, da França. Ele se tornou o medalhista mais jovem nos 400m medley individual desde 1972.